# اسلاتر (کالیفرنیا)
اسلاتر (به انگلیسی: Slater) یک منطقهٔ مسکونی در ایالات متحده آمریکا است که در شهرستان کرن، کالیفرنیا واقع شده‌است. اسلاتر ۱۳۸ متر بالاتر از سطح دریا واقع شده‌است.